# ROCAR Autodromo 812
Le 'ROCAR Autodromo 812 est un modèle d'autobus et de trolleybus, conçu par le constructeur italien Carrozzeria Autodromo en 1993 et commercialisé sous le nom BusOtto et dont la licence de production a été cédée au constructeur roumain ROCAR S.A. en 1995.

## Histoire
L'Autodromo BusOtto a été conçu par le constructeur italien Autodromo au début des années 1990 et mis sur le marché en 1994. Il était construit sur le châssis BredaBus 2001 et inaugurait une première collaboration avec l'allemand MAN qui voulait commercialiser l'autobus sous sa marque en Allemagne et fournit le moteur diesel Euro 2. 
Ce modèle, dans sa seconde version, a été un des tout premiers en Europe à disposer d'un plancher extra bas et plat sur toute sa longueur. Tous les autobus concurrents conservaient encore une marche au droit de la porte centrale.
Le modèle roumain n'a été vendu qu'en Roumanie, notamment à la compagnie de transports urbains de Bucarest. 

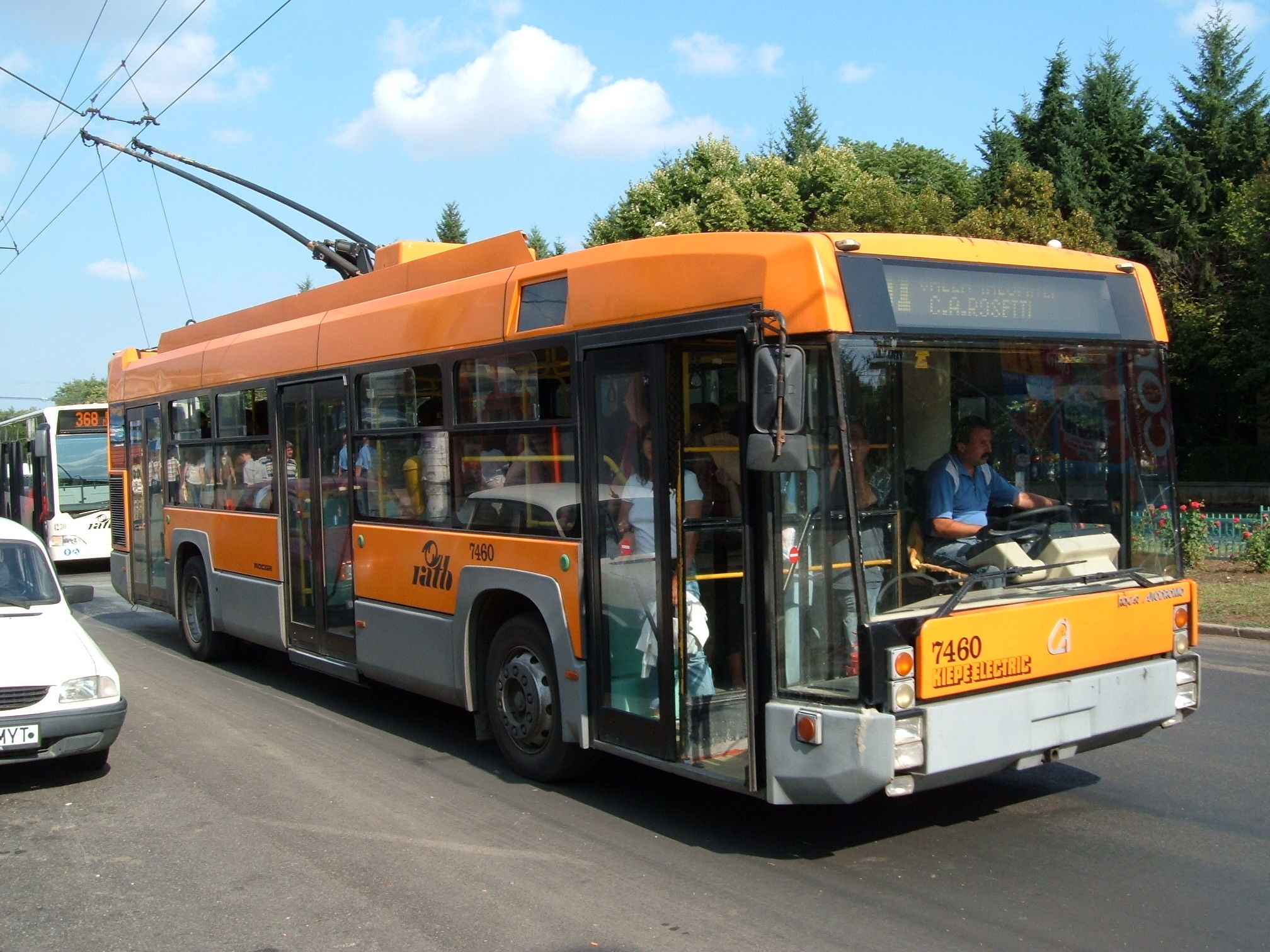
Trolleybus ROCAR Autodromo U-812E

## Trolleybus ROCAR Autodromo 812E
Comme pour l'original italien, en Roumanie, la version trolleybus de 12 mètres a également été fabriquée et a équipé le réseau de Bucarest.
L'entreprise a arrêté la production des deux modèles en 2003 après sa mise en faillite.